# Motogüey-teri
Motogüey-teri est une localité de la paroisse civile de Mavaca dans la municipalité d'Alto Orinoco dans l'État d'Amazonas au Venezuela sur l'une des rives du río Orinoquito.